# Sara Ward Conley
Sara Ward Conley (21 de dezembro de 1859 – 6 de maio de 1944) foi uma artista americana de Nashville, Tennessee.

## Biografia
Conley nasceu em Nashville, Tennessee, em 21 de dezembro de 1859, filha de William Eldred Ward e Amanda Eliza Hudson Ward. Ela foi educada na escola de Nashville que seu pai fundou e dirigiu, o Ward Seminary, além de ter estudado arte em Paris e Roma.

## Carreira

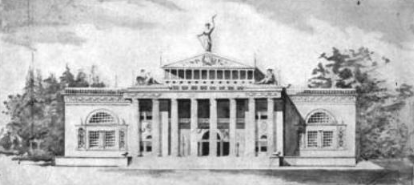
O Edifício da Mulher no Centenário do Tennessee e Exposição Internacional, 1896, projetado por Sara Ward Conley

Ward pintava retratos da sociedade em Nashville. Ela também dava aulas de arte como diretora dos Estúdios Ward-Conley. Em 1896, ela projetou o Edifício da Mulher, uma construção de dois andares, para o Centenário do Tennessee e Exposição Internacional, modelado a partir da casa de Andrew Jackson em Nashville. Ela também presidiu o Comitê de Belas Artes, responsável pela escolha da arte que seria exibida no evento. "Seus planos para o Edifício da Mulher foram selecionados pelos juízes sem uma única voz contra", segundo um relatório da época.
Ela contribuiu com ilustrações para várias edições da revista The Olympian em 1903. Em 1910, ela emprestou objetos históricos para a Exposição dos Apalaches. Durante sua estadia no Sanatório de Battle Creek por motivos de saúde, em 1913, ela pintou um mural e painéis decorativos no saguão e nos salões da instituição. Sua arte foi exibida na Feira Estadual do Tennessee em 1920, e na quinta exibição anual de artistas do Tennessee em Nashville em 1924. Quatro de suas pinturas foram incluídas na Exposição de Arte da Primavera do Clube do Centênio, em 1925.
Ela e sua irmã, Sra. John DeWitt, organizavam reuniões da associação de ex-alunos do Ward Seminary, e ambas atuavam como oficiais da associação.

## Vida pessoal
Sara Ward casou-se com John Withrin Conley em 1882. Seu marido morreu no ano seguinte. A única filha do casal morreu ainda jovem, em 1886. Conley sobreviveu à febre tifoide em 1897 e a "uma operação cirúrgica severa" em Nova York, em 1900. Depois da operação, passou a usar uma cadeira de rodas. Ela morreu em 1944, com 84 anos, em Nashville. Seus retratos de Willie Blount e William Blount foram exibidos na Mansão William Blount, em Knoxville.